# Tom Shales
Tom Shales est un critique et journaliste américain né le 3 novembre 1944 à Elgin (Illinois) et mort le 13 janvier 2024 dans le comté de Fairfax (Virginie). 
Il est spécialisé dans le domaine télévisuel, principalement connu pour être le critique de télévision du Washington Post, rôle pour lequel il remporte un prix Pulitzer en 1988. Il rédige également une chronique pour la publication télévisée spécialisée[pas clair] NewsPro, publiée par Crain Communications.

## Œuvres
- (en) The American Film Heritage: Impressions from the American Film Institute Archives, Université du Michigan, Acropolis Books, coll. « An American Film Institute Publication », 1972, 184 p. (ISBN 9780874913354).
- (en) On the Air!, Université du Michigan, Summit Books, 1982, 299 p. (ISBN 9780671442033).
- (en) Legends: Remembering America's Greatest Stars, Random House, 1989, 207 p. (ISBN 9780394575216).
- (en) Tom Shales et James Andrew Miller, Saturday Night Live, Kowalski Editore, coll. « Le stelle », 2005, 699 p. (ISBN 9788874964161).
- (en) Tom Shales et James Andrew Miller, Those Guys Have All the Fun: Inside the World of ESPN, Hachette Livre, 2011, 784 p. (ISBN 9780316125765).
- (en) Tom Shales et James Andrew Miller, Live From New York: The Complete Uncensored History of Saturday Night Live as Told by Its Stars, Writers and Guests, Hachette Livre, 2014, 800 p. (ISBN 9780316295079).